# Стекло (фильм, 1958)
«Стекло́» (нидерл. Glas) — цветной документальный фильм 1958 года голландского режиссёра Берта Ханстры. Первый голландский фильм, получивший «Оскар». Общее количество призов около 20. Считается одним из самых влиятельных фильмов в истории кинематографа, преподаётся в бельгийских, голландских и американских киноакадемиях.

## История создания
Предысторией создания фильма был 25-минутный рекламно-обучающий ролик «Разговор о стекле», снятый в 1958 году по заказу фабрики по производству стекла. Анекдотичный инцидент, связанный со сбоем на бутылочном конвейере, которому Берт Ханстра был свидетелем, подсказал ему сюжет, и он обратился за финансированием к правительству.

## Сюжет
Фильм рассказывает о работе стеклодувов. Сам Ханстра определял жанр фильма как «экспериментальную кинопоэму», а движения стеклодувов сравнивал с танцем, сопровождаемым джазовым квартетом Пима Якобса. Ускорение темпа во многом связано с советским стилем киномонтажа того времени. 
Юмористический тон выдержан в кадрах с конвейером, где из-за технического сбоя бутылки разбиваются одна за другой, пока не вмешается человек — аллегория конфликта между индустриализацией и традицией.

## Оценки критиков
Принимая во внимание ограниченный формат фильма, критики высоко оценили произведение. «Удовольствие Ханстры ясно просвечивается в каждом образе этой энергичной и забавной симфонии кадров», писала голландская газета.

## Награды
- «Оскар» в категории «Лучший короткометражный фильм» (1960);
- Приз BAFTA в категории «Лучший документальный фильм» (1959);
- «Серебряный медведь» в категории «Особый приз» (1958).